# Varianz (Stochastik)

Dichtefunktionen zweier normalverteilter Zufallsvariablen (rot) und (grün) mit gleichem Erwartungswert, aber unterschiedlichen Varianzen. Die waagerechte Achse zeigt den Wert, die senkrechte die zugehörige Dichte. Da die rote Dichtefunktion schmaler um den Erwartungswert verläuft als die grüne Dichtefunktion, hat eine kleinere Varianz als. Die Quadratwurzel der Varianz, die Standardabweichung, kann bei der Normalverteilung an den Wendepunkten der Dichtefunktion abgelesen werden, da diese für eine Normalverteilung mit den Parametern und an den Stellen und liegen.

Die Varianz (lateinisch variantia „Verschiedenheit“ bzw. variare „(ver)ändern, verschieden sein“) ist ein Maß für die Streuung einer Wahrscheinlichkeitsdichte um ihren Schwerpunkt. Mathematisch wird sie definiert als die mittlere quadratische Abweichung einer reellen Zufallsvariablen von ihrem Erwartungswert. Sie ist das zentrale Moment zweiter Ordnung einer Zufallsvariablen.
Die Varianz kann mit einem Varianzschätzer, z. B. der Stichprobenvarianz, bestimmt werden. Die Quadratwurzel der Varianz heißt Standardabweichung und ist das  wichtigste Streuungsmaß in der Stochastik.
Die Bezeichnung Varianz wurde vor allem von dem britischen Statistiker Ronald Fisher (1890–1962) geprägt. Weitere Wörter für die Varianz sind das veraltete Dispersion (lateinisch dispersio „Zerstreuung“ bzw. dispergere „verteilen, ausbreiten, zerstreuen“), das Streuungsquadrat oder die Streuung.
Zu den Eigenschaften der Varianz gehört, dass sie niemals negativ ist und sich bei Verschiebung der Verteilung nicht ändert. Die Varianz einer Summe unkorrelierter Zufallsvariablen ist gleich der Summe ihrer Varianzen. Ein Nachteil der Varianz für praktische Anwendungen ist, dass sie im Unterschied zur Standardabweichung eine andere Einheit als die Zufallsvariable besitzt. Da sie über ein Integral definiert wird, existiert sie nicht für alle Verteilungen, d. h., sie kann auch unendlich sein.
Eine Verallgemeinerung der Varianz ist die Kovarianz. Im Unterschied zur Varianz, die die Variabilität der betrachteten Zufallsvariablen misst, ist die Kovarianz ein Maß für die gemeinsame Variabilität von zwei Zufallsvariablen. Aus dieser Definition der Kovarianz folgt, dass die Kovarianz einer Zufallsvariablen mit sich selbst gleich der Varianz dieser Zufallsvariablen ist. Im Falle eines reellen Zufallsvektors kann die Varianz zur Varianz-Kovarianzmatrix verallgemeinert werden.

## Definition
Die Varianz wird zuerst mathematisch definiert, eine Erklärung der Definition folgt danach. Die Varianz einer Stichprobe ist ein Spezialfall der mathematischen Definition und wird im Abschnitt Empirische Varianz / Stichprobenvarianz behandelt.

### Mathematische Definition
Sei {\displaystyle (\Omega ,\Sigma ,P)} ein Wahrscheinlichkeitsraum und {\displaystyle X} eine Zufallsvariable auf diesem Raum. Die Varianz ist definiert als die zu erwartende quadratische Abweichung dieser Zufallsvariablen von ihrem Erwartungswert {\displaystyle \mathbb {E} (X)=\mu }, sofern dieser existiert:
{\displaystyle \operatorname {Var} (X):=\mathbb {E} \left((X-\mu )^{2}\right)=\int _{\Omega }(X(\omega )-\mu )^{2}\,\mathrm {d} P(\omega )}

### Erklärung der Definition
Die Definition sagt Folgendes: Gegeben ist eine Zufallsvariable {\displaystyle X} mit Erwartungswert {\displaystyle \mu }.

#### Der Wahrscheinlichkeitsraum
Zu einer Zufallsvariable gehört immer auch ein Wahrscheinlichkeitsraum, denn eine Zufallsvariable ist aus mathematischer Sicht eine Funktion von diesem Raum, zum Beispiel definiert man eine reelle Zufallsvariable als {\displaystyle X\colon \Omega \to \mathbb {R} }. Für ein oberflächliches Verständnis des Begriffes der Varianz kann der Begriff aber auch übersprungen werden.

#### Die erste Gleichung
Die erste Gleichung
{\displaystyle \operatorname {Var} (X)=\mathbb {E} \left((X-\mu )^{2}\right)}
sagt, dass die Varianz von {\displaystyle X} dasselbe wie der Erwartungswert der Zufallsvariable {\displaystyle (X-\mu )^{2}} ist. Diese neue Zufallsvariable ist die quadratische Abweichung von {\displaystyle X} zu {\displaystyle \mu } und man spricht von der mittleren quadratischen Abweichung, weil man den Erwartungswert der quadratischen Abweichung nimmt.
Nach den Rechenregeln des Erwartungswertes lässt sich die rechte Seite leicht umformen
{\displaystyle \mathbb {E} \left((X-\mu )^{2}\right)=\mathbb {E} (X^{2})-2\mu \mathbb {E} (X)+\mu ^{2}=\mathbb {E} (X^{2})-\mu ^{2}}.

#### Die zweite Gleichung
Die zweite Gleichung
{\displaystyle \operatorname {Var} (X)=\int _{\Omega }(X(\omega )-\mu )^{2}\,\mathrm {d} P(\omega )}
sagt, dass sich die Varianz direkt als Integral berechnen lässt. Dieses Integral ist hier in der allgemeinen Form, wo man über den Ergebnisraum {\displaystyle \Omega } bezüglich dem Wahrscheinlichkeitsmaß {\displaystyle P} integriert, um alle Fälle miteinzuschließen. Hier gibt es noch die wichtigen Fälle:
- Absolutstetiger Fall: Hat man eine Zufallsvariable mit einer Dichte {\displaystyle f(x)} von einer Menge {\displaystyle S}, so lässt sich das Integral umformen

{\displaystyle \operatorname {Var} (X)=\int _{S}(x-\mu )^{2}f(x)\mathrm {d} x.}
- Diskreter Fall: Hat man eine Zufallsvariable mit einer Wahrscheinlichkeitsfunktion {\displaystyle p(x)} von einer Menge {\displaystyle N}, so lässt sich das Integral umformen

{\displaystyle \operatorname {Var} (X)=\sum \limits _{k\in N}(k-\mu )^{2}p(k).}
Diese Gleichungen zeigen, dass die Varianz eine Kennzahl der Wahrscheinlichkeitsverteilung von {\displaystyle X} ist.

### Empirische Varianz / Stichprobenvarianz
Ein Spezialfall der Varianz einer diskreten Zufallsvariable ist die (unkorrigierte) empirische Varianz {\displaystyle {\widetilde {s}}_{N}^{2}}. Sie ist die Varianz einer Stichprobe
{\displaystyle N=\{x_{1},\dots ,x_{n}\}}
von {\displaystyle n} Werten bei der jeder Wert mit der gleichen Wahrscheinlichkeit {\displaystyle {\tfrac {1}{n}}} auftritt. Sie ist die Varianz der empirischen Verteilung. Man erhält den Spezialfall aus der mathematischen Definition wenn man als Wahrscheinlichkeitsfunktion
{\displaystyle p(k):={\frac {1}{n}},\quad } für {\displaystyle \quad k=1,\dots ,n}
und als Erwartungswert {\displaystyle \mu } den empirischen Mittelwert
{\displaystyle \mu :={\overline {x}}\quad } mit {\displaystyle \quad {\overline {x}}:={\frac {1}{n}}\sum _{i=1}^{n}{x_{i}}}
wählt.
Die unkorrigierte empirische Varianz ist dann
{\displaystyle {\widetilde {s}}_{N}^{2}={\frac {1}{n}}\sum \limits _{x_{i}\in N}(x_{i}-{\overline {x}})^{2}={\frac {1}{n}}\left((x_{1}-{\overline {x}})^{2}+(x_{2}-{\overline {x}})^{2}\cdots +(x_{n}-{\overline {x}})^{2}\right).}
Die Bessel-Korrektur
{\displaystyle s_{N}^{2}={\frac {n}{n-1}}{\widetilde {s}}_{N}^{2}}
liefert die korrigierte empirische Varianz
{\displaystyle s_{N}^{2}={\frac {1}{n-1}}\sum \limits _{x_{i}\in N}(x_{i}-{\overline {x}})^{2}={\frac {1}{n-1}}\left((x_{1}-{\overline {x}})^{2}+(x_{2}-{\overline {x}})^{2}\cdots +(x_{n}-{\overline {x}})^{2}\right).}
Beispiel:
Sei {\displaystyle N=\{1,4,10\}}, dann ist {\displaystyle n=3} und der empirische Mittelwert {\displaystyle {\overline {x}}={\tfrac {(1+4+10)}{3}}=5}, was die unkorrigierte empirische Varianz {\displaystyle {\widetilde {s}}_{N}^{2}={\tfrac {1}{3}}\left((1-5)^{2}+(4-5)^{2}+(10-5)^{2}\right)=14} und die korrigierte empirische Varianz {\displaystyle s_{N}^{2}=21} gibt.

### Interpretation als Funktional
Die Varianz ist ein Funktional auf dem Raum der Zufallsvariablen mit endlichem Erwartungswert.
Sie kann aber auch als nichtlineares Funktional auf dem Raum aller Wahrscheinlichkeitsverteilungen {\displaystyle \chi _{1}}, die einen endlichen Erwartungswert besitzen, verstanden werden:
{\displaystyle {\begin{aligned}\operatorname {Var} [\cdot ]&\colon \chi _{1}\to \mathbb {R} _{+}\cup \{\infty \}\\\operatorname {Var} [F]&=\int (x-\mu (F))^{2}\mathrm {d} F(x)\end{aligned}}}
Dabei werden die Wahrscheinlichkeitsverteilungen mit ihren Verteilungsfunktionen identifiziert. Für Wahrscheinlichkeitsverteilungen, deren Erwartungswert {\displaystyle \mu (F)} nicht endlich ist, ist die Varianz nicht definiert.

### Notation
Da die Varianz ein Funktional ist, wird sie wie der Erwartungswert (besonders in anglophoner Literatur) oft auch mit eckigen Klammern {\displaystyle \operatorname {Var} \left[X\right]} geschrieben.
Sie wird mitunter als {\displaystyle \operatorname {V} (X)} oder {\displaystyle \sigma _{X}^{2}} notiert. Besteht keine Verwechslungsgefahr, wird sie einfach als {\displaystyle \sigma ^{2}} notiert. Da die Varianz vor allem in älterer Literatur auch als Dispersion beziehungsweise Streuung bezeichnet wurde, begegnet man häufig der Notation {\displaystyle D^{2}(X)}.
Die Notation als {\displaystyle \sigma ^{2}} rührt daher, dass bei der in der Stochastik besonders wichtigen Normalverteilung der Parameter {\displaystyle \sigma ^{2}} mit der Varianz übereinstimmt (siehe auch Abschnitt Varianzen spezieller Verteilungen). Des Weiteren wird in der Statistik und insbesondere in der Regressionsanalyse das Symbol {\displaystyle \sigma ^{2}} verwendet, um die wahre unbekannte Varianz der Störgrößen zu kennzeichnen.

## Einführung in die Problemstellung
Als Ausgangspunkt für die Konstruktion der Varianz betrachtet man eine beliebige Größe, die vom Zufall abhängig ist und somit unterschiedliche Werte annehmen kann. Diese Größe, die im Folgenden mit {\displaystyle X} bezeichnet wird, folgt einer bestimmten Verteilung. Der Erwartungswert dieser Größe wird mit
{\displaystyle \mu :=\mathbb {E} (X)}
abgekürzt und gibt an, welchen Wert die Zufallsvariable {\displaystyle X} im Mittel annimmt. Er kann als Schwerpunkt der Verteilung interpretiert werden (siehe auch Abschnitt Interpretation) und gibt ihre Lage wieder. Zur hinreichenden Charakterisierung einer Verteilung bedarf es jedoch noch einer Größe, die als Kennzahl Auskunft über die Stärke der Streuung einer Verteilung um ihren Schwerpunkt gibt. Diese Größe sollte stets größer oder gleich Null sein, da sich negative Streuung nicht sinnvoll interpretieren lässt. Ein erster naheliegender Ansatz wäre, die mittlere absolute Abweichung der Zufallsvariablen von ihrem Erwartungswert heranzuziehen:
{\displaystyle \mathbb {E} \left(|X-\mu |\right)}
Da die in der Definition der mittleren absoluten Abweichung verwendete Betragsfunktion nicht überall differenzierbar ist und ansonsten in der Statistik für gewöhnlich Quadratsummen benutzt werden, ist es sinnvoll, statt mit der mittleren absoluten Abweichung mit der mittleren quadratischen Abweichung, also der Varianz, zu operieren.

## Berechnung der Varianz

### Varianz bei diskreten Zufallsvariablen
Eine Zufallsvariable {\displaystyle X} mit einem endlichen oder abzählbar unendlichen Wertebereich {\displaystyle {\mathcal {T}}=\{x_{1},x_{2},\dotsc ,x_{k},\dotsc \}} wird diskret genannt. Ihre Varianz berechnet sich dann als gewichtete Summe der Abweichungsquadrate (vom Erwartungswert):
{\displaystyle \sigma ^{2}:=\sum _{i\geq 1}(x_{i}-\mu )^{2}p_{i}=(x_{1}-\mu )^{2}p_{1}+(x_{2}-\mu )^{2}p_{2}+\ldots +(x_{k}-\mu )^{2}p_{k}+\ldots }
Hierbei ist {\displaystyle p_{i}=P(X=x_{i})} die Wahrscheinlichkeit, dass {\displaystyle X} den Wert {\displaystyle x_{i}} annimmt. Es wird in obiger Summe also jede mögliche Ausprägung {\displaystyle (x_{i}-\mu )^{2}} mit der Wahrscheinlichkeit ihres Auftretens {\displaystyle p_{i}} gewichtet. Die Varianz ist bei diskreten Zufallsvariablen also eine gewichtete Summe mit den Gewichten {\displaystyle p_{i}\;(i=1,\ldots ,n)}. Der Erwartungswert einer diskreten Zufallsvariablen {\displaystyle X} stellt ebenfalls eine gewichtete Summe dar, die durch
{\displaystyle \mu :=\sum _{i\geq 1}x_{i}p_{i}=x_{1}p_{1}+x_{2}p_{2}+\ldots +x_{k}p_{k}+\ldots }
gegeben ist. Die Summen erstrecken sich jeweils über alle Werte, die diese Zufallsvariable annehmen kann. Im Falle eines abzählbar unendlichen Wertebereichs ergibt sich eine unendliche Summe. In Worten berechnet sich die Varianz, im diskreten Fall, als Summe der Produkte der Wahrscheinlichkeiten der Realisierungen der Zufallsvariablen {\displaystyle X} mit der jeweiligen quadrierten Abweichung.

### Varianz bei stetigen Zufallsvariablen
Eine Zufallsvariable {\displaystyle X} wird als stetig bezeichnet, wenn ihr Wertebereich eine überabzählbare Menge ist. Falls die Zufallsvariable absolut stetig ist, dann existiert als Konsequenz des Satzes von Radon-Nikodým eine Wahrscheinlichkeitsdichtefunktion (kurz: Dichte) {\displaystyle f_{X}(x)}. Im Fall einer reellwertigen Zufallsvariablen lässt sich die Verteilungsfunktion {\displaystyle F(t)=P(X\leq t)}, {\displaystyle t\in \mathbb {R} }, wie folgt als Integral darstellen:
{\displaystyle F(t)=\int _{-\infty }^{t}f(x)\,\mathrm {d} x}
Für die Varianz einer reellwertigen Zufallsvariablen {\displaystyle X} mit Dichte {\displaystyle f(x)} gilt nun
{\displaystyle \operatorname {Var} (X)=\int _{-\infty }^{\infty }(x-\mathbb {E} [X])^{2}f(x)\,\mathrm {d} x\quad },
wobei ihr Erwartungswert gegeben ist durch {\displaystyle \mathbb {E} [X]=\int _{-\infty }^{\infty }xf(x)\,\mathrm {d} x}.
Die Varianz berechnet sich bei Existenz einer Dichte als das Integral über das Produkt der quadrierten Abweichung und der Dichtefunktion der Verteilung. Es wird also über den Raum aller möglichen Ausprägungen (möglicher Wert eines statistischen Merkmals) integriert.

## Rechenregeln und Eigenschaften

### Grundlegende Aussagen
- Die Varianz ist nicht-negativ, das heißt {\displaystyle \operatorname {Var} (X)\geq 0}. Die Varianz kann aber auch den Wert {\displaystyle \operatorname {Var} (X)=\infty } annehmen, wie es bei der Lévy-Verteilung der Fall ist.
- Eine Verteilung, die keine Varianz hat, ist die Cauchy-Verteilung, da für diese schon der Erwartungswert nicht existiert.
- Die Varianz einer Konstante ist null, denn {\displaystyle \operatorname {Var} (c)=\mathbb {E} [(c-\mathbb {E} [c])^{2}]=\mathbb {E} [(c-c)^{2}]=0}. Daraus folgt, wenn eine Zufallsvariable fast sicher eine Konstante ist, dann ist ihre Varianz null:

{\displaystyle \operatorname {Var} (X)=0\iff \exists a\in \mathbb {R} \quad {\text{so dass}}\quad P(X=a)=1.}
- Falls man die zentrierte Zufallsvariable {\displaystyle Z:=X-\mathbb {E} (X)} betrachtet, so ist die Varianz deren zweites Moment {\displaystyle \operatorname {Var} (X)=\mathbb {E} (Z^{2})}.
- Falls eine Zufallsvariable quadratisch integrierbar ist, das heißt {\displaystyle \mathbb {E} (X^{2})<\infty }, so sind ihre Varianz und ihr Erwartungswert endliche Größen, das heißt {\displaystyle \mathbb {E} (X)<\infty } und {\displaystyle \operatorname {Var} (X)<\infty }. Dies folgt aus

{\displaystyle 0\leq (X-1)^{2}+|X|\implies |X|\leq X^{2}-2X+1+2|X|\implies |X|\leq X^{2}+1\implies \mathbb {E} (|X|)\leq \mathbb {E} (X^{2})+1<\infty }
- Die Varianz weist eine Fülle nützlicher Eigenschaften auf, welche die Varianz zum wichtigsten Streuungsmaß macht.[12]

### Verschiebungssatz
Sei der Erwartungswert {\displaystyle \mathbb {E} (X)=\mu } und {\displaystyle a\in \mathbb {R} } eine beliebige reelle Konstante, dann gilt der Verschiebungssatz
{\displaystyle \mathbb {E} \left((X-a)^{2}\right)=\operatorname {Var} (X)+(\mu -a)^{2}}.
Für {\displaystyle a=0} erhält man als bekannteste Variante des Verschiebungssatzes:
{\displaystyle \operatorname {Var} (X)=\mathbb {E} \left(X^{2}\right)-\mathbb {E} \left(X\right)^{2}=\mathbb {E} \left(X^{2}\right)-\mu ^{2}}
In Worten ausgedrückt, die mittlere quadratische Abweichung von {\displaystyle X} bezüglich {\displaystyle a} ist gleich der Varianz plus dem Quadrat der Verschiebung {\displaystyle \mu -a}.
{\displaystyle \mathbb {E} \left((X-a)^{2}\right)=\mathbb {E} \left((X-\mu +\mu -a)^{2}\right)=\operatorname {Var} (X)+2\mathbb {E} \left((X-\mu )(\mu -a)\right)+(\mu -a)^{2}}
Der mittlere Term ergibt unter Ausnutzung der Linearität des Erwartungswertes:
{\displaystyle 2\mathbb {E} \left((X-\mu )(\mu -a)\right)=2(\mu -a)(\mathbb {E} \left(X\right)-\mu )=0}

#### Folgerungen aus dem Verschiebungssatz
Der Verschiebungssatz ist das stochastische Analogon zum Steinerschen Satz zur Berechnung von Trägheitsmomenten. Die physikalische Interpretation ist: {\displaystyle \mathbb {E} \left((X-a)^{2}\right)} ist das Trägheitsmoment bezüglich der Achse {\displaystyle a}, welches die Summe des Trägheitsmoment bzgl. der Achse durch den Schwerpunkt {\displaystyle \operatorname {Var} (X)} und dem Quadrat der Verschiebung {\displaystyle \mu -a} ist.
Aus dem Verschiebungssatz ergibt sich überdies für beliebiges reelles {\displaystyle a}:
{\displaystyle \operatorname {Var} (X)\leq \mathbb {E} \left((X-a)^{2}\right)\quad } bzw. {\displaystyle \quad \operatorname {Var} (X)=\min _{a\in R}\mathbb {E} \left((X-a)^{2}\right)}
Siehe auch Fréchet-Prinzip.
Aus dem Verschiebungssatz folgt wegen der Nichtnegativitätsbedingung der Varianz {\displaystyle \mathbb {E} \left(X^{2}\right)-\left(\mathbb {E} (X)\right)^{2}\geq 0}, somit gilt {\displaystyle \mathbb {E} \left(X^{2}\right)\geq \left(\mathbb {E} (X)\right)^{2}}, was ein Spezialfall der jensenschen Ungleichung für Erwartungswerte ist. Der Verschiebungssatz beschleunigt die Berechnung der Varianz, da der dazu nötige Erwartungswert von {\displaystyle X^{2}} zusammen mit {\displaystyle \mu } gebildet werden kann, während sonst {\displaystyle \mu } bereits bekannt sein muss – konkret für diskrete beziehungsweise stetige Zufallsvariablen liefert er:
| Falls {\displaystyle X} diskret                                                                                   | Falls {\displaystyle X} stetig |
| {\displaystyle \sigma ^{2}=\left(\sum _{i\geq 1}x_{i}^{2}p_{i}\right)-\left(\sum _{i\geq 1}x_{i}p_{i}\right)^{2}} | {\displaystyle \sigma ^{2}=\int _{-\infty }^{\infty }x^{2}f(x)\,\mathrm {d} x-\left(\int _{-\infty }^{\infty }xf(x)\,\mathrm {d} x\right)^{2}} |

### Lineare Transformation
Für zwei Konstanten {\displaystyle a,b\in \mathbb {R} } gilt:
- Translationsinvarianz: Für additive Konstanten gilt {\displaystyle \operatorname {Var} (X+b)=\mathbb {E} \left((X+b-\mu -b)^{2}\right)=\operatorname {Var} (X)}. Dies bedeutet, dass eine „Verschiebung der Zufallsvariablen“ um einen konstanten Betrag keine Auswirkung auf deren Streuung hat.
- Im Gegensatz zu additiven Konstanten haben multiplikative Konstanten eine Auswirkung auf die Skalierung der Varianz. Bei multiplikativen Konstanten wird die Varianz mit der quadrierten der Konstanten, also {\displaystyle a^{2}}, skaliert.[14] Dies kann wie folgt gezeigt werden:

{\displaystyle \operatorname {Var} (aX)=\mathbb {E} \left((aX-a\mu )^{2}\right)=\mathbb {E} \left(a^{2}(X-\mu )^{2}\right)=a^{2}\operatorname {Var} (X)}
Hierbei wurde die Eigenschaft der Linearität des Erwartungswertes benutzt. Zusammengefasst ergibt die Varianzbildung einer linearen transformierten Zufallsvariablen {\displaystyle Y=aX+b}:
{\displaystyle \operatorname {Var} (Y)=\operatorname {Var} (aX+b)=a^{2}\operatorname {Var} (X)}
Insbesondere für {\displaystyle a=-1} folgt {\displaystyle \operatorname {Var} (-X)=\operatorname {Var} (X)}, das heißt, das Vorzeichen der Varianz ändert sich nicht, wenn sich das Vorzeichen der Zufallsvariablen ändert.
Jede Zufallsvariable kann durch Zentrierung und anschließende Normierung, genannt Standardisierung, in eine Zufallsvariable {\displaystyle Z} überführt werden. Diese Normierung ist eine lineare Transformation. Die derart standardisierte Zufallsvariable {\displaystyle Z} weist eine Varianz von {\displaystyle 1} und einen Erwartungswert von {\displaystyle 0} auf.

### Beziehung zur Standardabweichung
Die Varianz einer Zufallsvariablen wird immer in Quadrateinheiten angegeben. Dies ist problematisch, weil quadrierte Einheiten, die auf diesem Wege zustande kommen – wie zum Beispiel {\displaystyle {\text{cm}}^{2}} –, keine sinnvolle Interpretation bieten; die Interpretation als Flächenmaß ist im vorliegenden Beispiel unzulässig. Um die gleiche Einheit wie die Zufallsvariable zu erhalten, wird daher statt der Varianz i. d. R. die Standardabweichung verwendet. Sie hat die gleiche Einheit wie die Zufallsvariable selbst und misst somit, bildlich gesprochen, „mit dem gleichen Maß“.
Die Standardabweichung ist die Quadratwurzel aus der Varianz:
{\displaystyle \operatorname {SD} (X):={\sqrt {\operatorname {Var} (X)}}={\sqrt {\mathbb {E} \left((X-\mu )^{2}\right)}}}
Sie wird als {\displaystyle \operatorname {SD} (X)} (gelegentlich auch als {\displaystyle D(X)}), {\displaystyle \sigma _{X}}, oder einfach als {\displaystyle \sigma } (Sigma) notiert. Ferner eignet sich die Standardabweichung zur Quantifizierung von Unsicherheit bei Entscheidungen unter Risiko, weil sie, im Unterschied zur Varianz, den Anforderungen an ein Risikomaß genügt.
Bei einigen Wahrscheinlichkeitsverteilungen, insbesondere der Normalverteilung, können aus der Standardabweichung direkt Wahrscheinlichkeiten berechnet werden. So befinden sich bei der Normalverteilung immer ca. 68 % der Werte im Intervall von der Breite von zwei Standardabweichungen um den Erwartungswert. Beispiel hierfür ist die Körpergröße: Sie ist für eine Nation und Geschlecht annähernd normalverteilt, sodass z. B. in Deutschland 2006 ca. 68 % aller Männer etwa zwischen 171 und 186 cm groß waren (ca. {\displaystyle 178{,}3\pm 7{,}3\;{\text{cm}}}, also „Erwartungswert plus/minus Standardabweichung“).
Für die Standardabweichung gilt für jede Konstante {\displaystyle c}: {\displaystyle \operatorname {SD} (c)=0}. Im Gegensatz zur Varianz gilt für die Standardabweichung die Rechenregel {\displaystyle \operatorname {SD} (aX+b)=|a|\operatorname {SD} (X)} mit {\displaystyle a,b\in \mathbb {R} } für lineare Transformationen, das heißt, die Standardabweichung wird im Gegensatz zur Varianz nicht mit dem Quadrat {\displaystyle a^{2}} der Konstanten skaliert. Insbesondere gilt für {\displaystyle a>0}: {\displaystyle \operatorname {SD} (aX+b)=a\cdot \operatorname {SD} (X)}.

### Beziehung zur Kovarianz
Im Gegensatz zur Varianz, die lediglich die Variabilität der betrachteten Zufallsvariablen misst, misst die Kovarianz die gemeinsame Variabilität von zwei Zufallsvariablen. Die Varianz ist demnach die Kovarianz einer Zufallsvariablen mit sich selbst: {\displaystyle \operatorname {Cov} (X,X)=\operatorname {Var} (X)}. Diese Beziehung folgt direkt aus den Definition von Varianz und Kovarianz. Die Kovarianz zwischen {\displaystyle X} und {\displaystyle Y} wird auch mit {\displaystyle \sigma _{X,Y}} abgekürzt. Außerdem gilt, da die Kovarianz eine positiv semidefinite Bilinearform ist, die Cauchy-Schwarzsche Ungleichung:
{\displaystyle (\operatorname {Cov} (X,Y))^{2}\leq \operatorname {Var} (X)\operatorname {Var} (Y)}
Diese bedeutende Ungleichung findet vor allem in der linearen Algebra Anwendung.

### Summe zweier Zufallsvariablen
Für die Summe zweier Zufallsvariablen {\displaystyle X} und {\displaystyle Y} gilt:
{\displaystyle \operatorname {Var} (X+Y)=\operatorname {Var} (X)+\operatorname {Var} (Y)+2\operatorname {Cov} (X,Y)}
wobei {\displaystyle \operatorname {Cov} \left(X,Y\right)} die Kovarianz von {\displaystyle X} und {\displaystyle Y} ist.
Allgemeiner für reelle Konstanten {\displaystyle a,b\in \mathbb {R} } gilt
{\displaystyle \operatorname {Var} (aX+bY)=a^{2}\operatorname {Var} (X)+b^{2}\operatorname {Var} (Y)+2ab\operatorname {Cov} (X,Y)}
Wenn {\displaystyle X} und {\displaystyle Y} unkorreliert sind, das heißt {\displaystyle \operatorname {Cov} \left(X,Y\right)=0}, gilt entsprechend
{\displaystyle \operatorname {Var} (X+Y)=\operatorname {Var} (X)+\operatorname {Var} (Y)}
respektive allgemeiner
{\displaystyle \operatorname {Var} (aX+bY)=a^{2}\operatorname {Var} (X)+b^{2}\operatorname {Var} (Y)}
In Worten ausgedrückt, die Variabilität der Summe zweier Zufallsvariablen ist gleich der Summe der einzelnen Variabilitäten und dem Zweifachen der gemeinsamen Variabilität der beiden Zufallsvariablen ist.

### Lineare Kombinationen von Zufallsvariablen
Für die Varianz einer beliebigen Summe von Zufallsvariablen {\displaystyle X=a_{1}X_{1}+\dotsb +a_{n}X_{n}} und reellen Konstanten {\displaystyle a_{1},\dots ,a_{n}\in \mathbb {R} } gilt allgemein:
{\displaystyle {\begin{aligned}\operatorname {Var} \left(X\right)&=\sum \limits _{j=1}^{n}\sum \limits _{i=1}^{n}a_{i}a_{j}\operatorname {Cov} (X_{i},X_{j})\\&=\sum \limits _{i=1}^{n}a_{i}^{2}\operatorname {Var} (X_{i})+\sum \limits _{i\neq j}a_{i}a_{j}\operatorname {Cov} (X_{i},X_{j})\\&=\sum \limits _{i=1}^{n}a_{i}^{2}\operatorname {Var} (X_{i})+2\sum \limits _{1\leq i<j\leq n}a_{i}a_{j}\operatorname {Cov} (X_{i},X_{j})\\\end{aligned}}}
wobei die Eigenschaft {\displaystyle \operatorname {Cov} \left(X_{i},X_{i}\right)=\operatorname {Var} \left(X_{i}\right)} verwendet wurde.
Für paarweise unkorrelierte Zufallsvariablen {\displaystyle X_{1},\dotsc ,X_{n}} (das heißt {\displaystyle \operatorname {Cov} (X_{i},X_{j})=0} für alle {\displaystyle i\neq j}) gilt somit
{\displaystyle \operatorname {Var} \left(\sum \limits _{i=1}^{n}X_{i}\right)=\sum \limits _{i=1}^{n}\operatorname {Var} (X_{i})}
oder allgemeiner mit beliebigen reellen Konstanten {\displaystyle a_{1},\dotsc ,a_{n}\in \mathbb {R} }:
{\displaystyle {\begin{aligned}\operatorname {Var} \left(\sum \limits _{i=1}^{n}a_{i}X_{i}\right)=\sum \limits _{i=1}^{n}a_{i}^{2}\operatorname {Var} \left(X_{i}\right)\end{aligned}}}
Dieses Resultat wurde 1853 vom französischen Mathematiker Irénée-Jules Bienaymé entdeckt und wird daher auch als Gleichung von Bienaymé bezeichnet. Sie gilt insbesondere dann, wenn die Zufallsvariablen unabhängig sind, denn aus Unabhängigkeit folgt Unkorreliertheit. Wenn alle Zufallsvariablen die gleiche Varianz {\displaystyle \sigma ^{2}} haben, bedeutet dies für die Varianzbildung des Stichprobenmittels:
{\displaystyle \operatorname {Var} \left({\overline {X}}\right)=\operatorname {Var} \left({\frac {1}{n}}\sum _{i=1}^{n}X_{i}\right)={\frac {1}{n^{2}}}\sum _{i=1}^{n}\operatorname {Var} \left(X_{i}\right)={\frac {\sigma ^{2}}{n}}}
Man kann erkennen, dass die Varianz des Stichprobenmittels sinkt, wenn der Stichprobenumfang {\displaystyle n} steigt. Diese Formel für die Varianz des Stichprobenmittels wird bei der Definition des Standardfehlers des Stichprobenmittels benutzt, der im zentralen Grenzwertsatz angewendet wird.

### Produkte
Sind zwei Zufallsvariablen {\displaystyle X} und {\displaystyle Y} unabhängig, dann ist die Varianz ihres Produktes gegeben durch:
{\displaystyle \operatorname {Var} (XY)=(\mathbb {E} (X))^{2}\operatorname {Var} (Y)+(\mathbb {E} (Y))^{2}\operatorname {Var} (X)+\operatorname {Var} (X)\operatorname {Var} (Y)}

### Zusammengesetzte Zufallsvariable
Ist {\displaystyle Y} eine zusammengesetzte Zufallsvariable, d. h., sind {\displaystyle N,X_{1},X_{2},\dotsc } unabhängige Zufallsvariablen, sind die {\displaystyle X_{i}} identisch verteilt und ist {\displaystyle N} auf {\displaystyle \mathbb {N} _{0}} definiert, so lässt sich {\displaystyle Y} darstellen als {\displaystyle Y:=\sum \nolimits _{i=1}^{N}X_{i}}. Existieren die zweiten Momente von {\displaystyle N,X_{1},X_{2},\dotsc }, so gilt für die zusammengesetzte Zufallsvariable:
{\displaystyle \operatorname {Var} (Y)=\operatorname {Var} (N)\left(\mathbb {E} \left(X_{1}\right)\right)^{2}+\mathbb {E} (N)\operatorname {Var} \left(X_{1}\right)}
Diese Aussage ist auch als Blackwell-Girshick-Gleichung bekannt und wird z. B. in der Schadensversicherungsmathematik benutzt.

### Momenterzeugende und kumulantenerzeugende Funktion
Mithilfe der momenterzeugenden Funktion lassen sich Momente wie die Varianz häufig einfacher berechnen. Die momenterzeugende Funktion ist definiert als Erwartungswert der Funktion {\displaystyle e^{tX}}. Da für die momenterzeugende Funktion {\displaystyle \mathbb {E} \left(e^{tX}\right)} der Zusammenhang
{\displaystyle M_{X}^{(n)}(t=0)=\mathbb {E} \left(X^{n}\right)}
gilt, lässt sich die Varianz, durch den Verschiebungssatz, damit auf folgende Weise berechnen:
{\displaystyle \operatorname {Var} (X)=\mathbb {E} \left(X^{2}\right)-(\mathbb {E} (X))^{2}=M_{X}''(0)-\left(M_{X}'(0)\right)^{2}}
Hierbei ist {\displaystyle M_{X}} die momenterzeugende Funktion und {\displaystyle M_{X}^{(n)}} deren {\displaystyle n}-te Ableitung. Die kumulantenerzeugende Funktion einer Zufallsvariablen ergibt sich als Logarithmus der momenterzeugenden Funktion und ist definiert als:
{\displaystyle g_{X}(t):=\ln \mathbb {E} (e^{tX})}
Leitet man sie zweimal ab und wertet sie an der Stelle null aus, so erhält man für die Varianz {\displaystyle g''_{X}(t){\bigg |}_{t=0}=\sigma ^{2}}. Die zweite Kumulante ist also die Varianz.

### Charakteristische und wahrscheinlichkeitserzeugende Funktion
Die Varianz einer Zufallsvariablen {\displaystyle X} lässt sich auch mit Hilfe ihrer charakteristischen Funktion {\displaystyle \varphi _{X}(t)=\mathbb {E} \left(e^{\mathrm {i} tX}\right)} darstellen. Wegen
{\displaystyle \mathbb {E} (X^{k})={\frac {\varphi _{X}^{(k)}(0)}{\mathrm {i} ^{k}}}\;,k=1,2,\dots }
{\displaystyle (\mathbb {E} (X))^{2}=\left({\frac {\varphi _{X}'(0)}{\mathrm {i} }}\right)^{2}}
folgt nämlich mit dem Verschiebungssatz:
{\displaystyle \operatorname {Var} (X)=\mathbb {E} (X^{2})-(\mathbb {E} (X))^{2}={\frac {\varphi _{X}''(0)}{\mathrm {i} ^{2}}}-\left({\frac {\varphi _{X}'(0)}{\mathrm {i} }}\right)^{2}}
Auch mit der wahrscheinlichkeitserzeugenden Funktion {\displaystyle m_{X}(t)=\mathbb {E} (t^{X})}, die in Beziehung zur charakteristische Funktion steht, lässt sich für diskrete {\displaystyle X} die Varianz berechnen. Es gilt dann für die Varianz {\displaystyle \sigma ^{2}=\lim _{t\uparrow 1}\left(m_{X}''(t)+m_{X}'(t)-m_{X}'(t)^{2}\right)}, falls der linksseitige Grenzwert existiert.

### Varianz als mittlere quadratische Abweichung vom Mittelwert
Im Falle einer diskreten Zufallsvariablen {\displaystyle X} mit abzählbar endlichem Träger {\displaystyle {\mathcal {T}}=\{x_{1},x_{2},\dotsc ,x_{n}\}\subset \mathbb {R} } ergibt sich für die Varianz der Zufallsvariablen {\displaystyle \operatorname {Var} (X)}:
{\displaystyle \operatorname {Var} (X)=p_{1}(x_{1}-\mu )^{2}+p_{2}(x_{2}-\mu )^{2}+\dotsb +p_{n}(x_{n}-\mu )^{2}}
Hierbei ist {\displaystyle p_{i}=P\left(X=x_{i}\right)} die Wahrscheinlichkeit, dass {\displaystyle X} den Wert {\displaystyle x_{i}} annimmt. Diese Varianz kann als Summe der Werte {\displaystyle \left(x_{1}-\mu \right)^{2},\left(x_{2}-\mu \right)^{2},\dotsc ,\left(x_{n}-\mu \right)^{2}}, gewichtet mit den Wahrscheinlichkeiten {\displaystyle p_{1},p_{2},\dotsc ,p_{n}}, interpretiert werden.
Falls {\displaystyle X} gleichverteilt auf {\displaystyle \{x_{1},x_{2},\dotsc ,x_{n}\}\subset \mathbb {R} } ist ({\displaystyle p_{1}=p_{2}=\dotsb =p_{n}=1/n}), ist der Erwartungswert gleich dem arithmetischen Mittel (siehe Gewichtetes arithmetisches Mittel als Erwartungswert):
{\displaystyle \mu =\operatorname {E} (X)={\frac {1}{n}}\left(x_{1}+x_{2}+\dotsb +x_{n}\right)={\frac {1}{n}}\sum _{i=1}^{n}{x_{i}}={\overline {x}}}
Folglich wird die Varianz {\displaystyle \operatorname {Var} (X)=p_{1}(x_{1}-\mu )^{2}+p_{2}(x_{2}-\mu )^{2}+\dotsb +p_{n}(x_{n}-\mu )^{2}} zum arithmetischen Mittel der Werte {\displaystyle (x_{i}-{\overline {x}})^{2}}:
{\displaystyle \sigma ^{2}=\operatorname {Var} (X)={\frac {1}{n}}\left(\left(x_{1}-{\overline {x}}\right)^{2}+\left(x_{2}-{\overline {x}}\right)^{2}+\dotsb +\left(x_{n}-{\overline {x}}\right)^{2}\right)={\frac {1}{n}}\sum _{i=1}^{n}{\left(x_{i}-{\overline {x}}\right)^{2}}=s^{2}}
D. h., die Varianz ist bei Gleichverteilung gerade die mittlere quadratische Abweichung vom Mittelwert bzw. die Stichprobenvarianz {\displaystyle s^{2}}.

## Geschichte

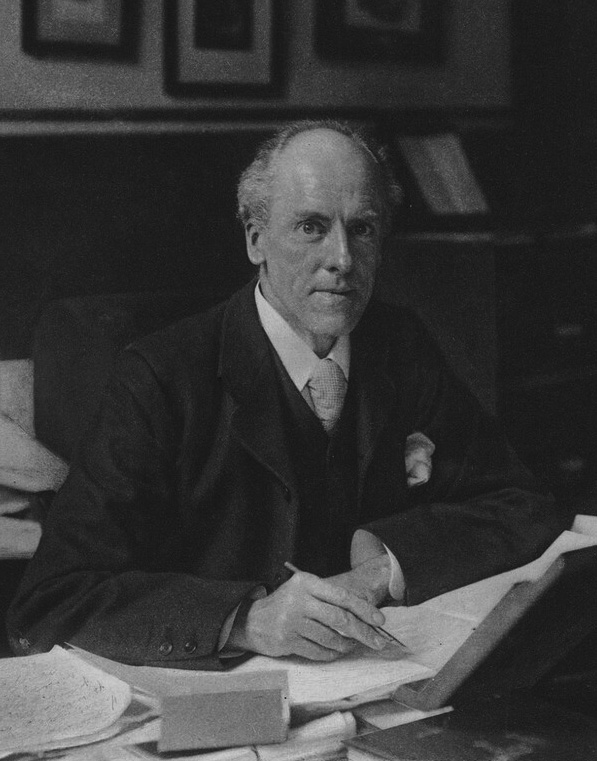
Karl Pearson

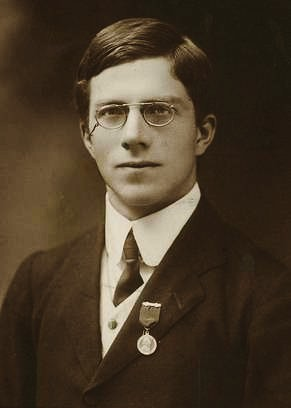
Ronald Fisher (1913)

Das Konzept der Varianz geht auf Carl Friedrich Gauß zurück. Gauß führte den mittleren quadratischen Fehler ein, um zu zeigen, wie sehr ein Punktschätzer um den zu schätzenden Wert streut. Diese Idee wurde von Karl Pearson, dem Begründer der Biometrie, übernommen. Er ersetzte, für dieselbe Idee, den von Gauß geprägten Begriff mittlerer Fehler durch seinen Begriff Standardabweichung. Diesen verwendet er im Anschluss in seinen Vorlesungen. Der Gebrauch des griechischen Buchstabens Sigma für die Standardabweichung wurde von Pearson erstmals 1894 in seiner Serie von achtzehn Arbeiten mit dem Titel Mathematische Beiträge zur Evolutionstheorie (Originaltitel: Contributions to the Mathematical Theory of Evolution) eingeführt. Er schrieb dort: „[…] dann wird {\displaystyle \sigma } seine Standardabweichung (Fehler des mittleren Quadrats)“. Im Jahre 1901 gründete Pearson dann die Zeitschrift Biometrika, die eine wichtige Grundlage der angelsächsischen Schule der Statistik wurde.
Die Bezeichnung „Varianz“ wurde vom Statistiker Ronald Fisher in seinem 1918 veröffentlichtem Aufsatz mit dem Titel Die Korrelation zwischen Verwandten in der Annahme der Mendelschen Vererbung (Originaltitel: The Correlation between Relatives on the Supposition of Mendelian Inheritance) eingeführt. Ronald Fisher schreibt:

„Der große Körper der verfügbaren Statistiken zeigt uns, dass die Abweichungen einer menschlichen Messung von ihrem Mittel sehr genau dem Gesetz der Normalverteilung der Störgrößen folgen, und, folglich, dass die Variabilität gleichmäßig durch die Standardabweichung gemessen werden kann, die der Quadratwurzel des mittleren quadratischen Fehlers entspricht. Wenn es zwei unabhängige Ursachen der Variabilität gibt, die in der Lage sind, in einer ansonsten gleichmäßigen Populationsverteilung die Standardabweichungen {\displaystyle \sigma _{1}} and {\displaystyle \sigma _{2}} zu produzieren, wird festgestellt, dass die Verteilung, wenn beide Ursachen zusammen interagieren, eine Standardabweichung von {\displaystyle {\sqrt {\sigma _{1}^{2}+\sigma _{2}^{2}}}} aufweist. Es ist daher wünschenswert, die Ursachen der Variabilität zu analysieren, um mit dem Quadrat der Standardabweichung als einem Maß für die Variabilität umzugehen. Wir sollten diese Größe die Varianz taufen […]“

Fisher führte kein neues Symbol ein, sondern benutzte lediglich {\displaystyle \sigma ^{2}} zur Notation der Varianz. In den folgenden Jahren entwickelte er ein genetisches Modell, das zeigt, dass eine kontinuierliche Variation zwischen phänotypischen Merkmalen, die von Biostatistikern gemessen wurde, durch die kombinierte Wirkung vieler diskreter Gene erzeugt werden kann und somit das Ergebnis einer mendelschen Vererbung ist. Auf diesen Resultaten aufbauend formulierte Fisher dann sein fundamentales Theorem der natürlichen Selektion, das die Gesetzmäßigkeiten der Populationsgenetik für die Zunahme der Fitness von Organismen beschreibt. Zusammen mit Pearson entwickelte er u. a. die Grundlagen der Versuchsplanung (1935 erschien The Design of Experiments) und der Varianzanalyse. Des Weiteren lässt sich die Mehrzahl der biometrischen Methoden auf Pearson und Fisher zurückführen, auf deren Grundlage Jerzy Neyman und Egon Pearson in den 1930er Jahren die allgemeine Testtheorie entwickelten.

## Kenngröße einer Wahrscheinlichkeitsverteilung
Jede Wahrscheinlichkeitsverteilung oder Zufallsvariable kann durch sogenannte Kenngrößen (auch Parameter genannt) beschrieben werden, die diese Verteilung charakterisieren. Die Varianz und der Erwartungswert sind die wichtigsten Kenngrößen einer Wahrscheinlichkeitsverteilung. Sie werden bei einer Zufallsvariablen als Zusatzinformationen wie folgt angegeben: {\displaystyle X\;\sim \;(\mu ,\sigma ^{2})}. In Worten: Die Zufallsvariable {\displaystyle X} folgt einer (hier nicht näher spezifizierten) Verteilung mit Erwartungswert {\displaystyle \mu } und Varianz {\displaystyle \sigma ^{2}}. Für den Fall, dass die Zufallsvariable einer speziellen Verteilung folgt, zum Beispiel einer Standardnormalverteilung, wird dies wie folgt notiert: {\displaystyle X\;\sim \;{\mathcal {N}}(0,1)}. Der Erwartungswert von {\displaystyle X} ist also Null und die Varianz Eins. Weitere wichtige Kenngrößen einer Wahrscheinlichkeitsverteilung stellen neben den Momenten beispielsweise der Median, der Modus oder Quantile dar. Die Kenngrößen einer Wahrscheinlichkeitsverteilung entsprechen in der deskriptiven Statistik den Kenngrößen einer Häufigkeitsverteilung.

## Sätze über die Varianz

### Tschebyscheffsche Ungleichung
Mithilfe der Tschebyscheffschen Ungleichung lässt sich unter Verwendung der existierenden ersten beiden Momente die Wahrscheinlichkeit dafür abschätzen, dass die Zufallsvariable {\displaystyle X} Werte in bestimmten Intervallen der reellen Zahlengeraden annimmt, ohne jedoch die Verteilung von {\displaystyle X} zu kennen. Sie lautet für eine Zufallsvariable {\displaystyle X} mit Erwartungswert {\displaystyle \mu } und Varianz {\displaystyle \sigma ^{2}}:
{\displaystyle P\left(\left|X-\mu \right|\geq k\right)\leq {\frac {\sigma ^{2}}{k^{2}}}\quad ,k>0}
Die Tschebyscheffsche Ungleichung gilt sowohl für symmetrische als auch für schiefe Verteilungen, sie setzt also keine besondere Verteilungsform voraus. Ein Nachteil der Tschebyscheffschen Ungleichung ist, dass sie nur eine grobe Abschätzung liefert.

### Popovicius Ungleichung für Varianzen
Mit Hilfe der Ungleichung von Popoviciu kann man die Varianz nach oben beschränken. Sei {\displaystyle X} eine Zufallsvariable mit Varianz {\displaystyle \sigma ^{2}} und {\displaystyle m=\operatorname {inf} (X)}, {\displaystyle M=\operatorname {sup} (X)}, dann gilt:
{\displaystyle \sigma ^{2}\leq {\frac {1}{4}}(M-m)^{2}}

### Gesetz der totalen Varianz
Das Gesetz der totalen Varianz (auch Gesetz der iterierten Varianz oder Eves Gesetz) sagt: Falls {\displaystyle X,Y} zwei Zufallsvariablen auf dem gleichen Wahrscheinlichkeitsraum sind und die Varianz von {\displaystyle Y} endlich ist, dann gilt:
{\displaystyle \operatorname {Var} (Y)=\mathbb {E} \left[\operatorname {Var} [Y\mid X]\right]+\operatorname {Var} \left[\mathbb {E} [Y\mid X]\right]}
Allgemeiner gilt: Wenn {\displaystyle Y\in L^{2}(\Omega ,{\mathcal {F}},P)} und {\displaystyle {\mathcal {G}}\subset {\mathcal {F}}}, dann gilt
{\displaystyle \operatorname {Var} (Y)=\mathbb {E} \left[\operatorname {Var} [Y\mid {\mathcal {G}}]\right]+\operatorname {Var} \left[\mathbb {E} [Y\mid {\mathcal {G}}]\right].}

## Interpretation

### Physikalische Interpretation
Die Varianz ist neben dem Erwartungswert die zweite wichtige Kenngröße der Verteilung einer reellen Zufallsvariablen. Das {\displaystyle r}-te zentrale Moment von {\displaystyle X} ist {\displaystyle \mu _{r}=\mathbb {E} \left((X-\mu )^{r}\right)}. Für {\displaystyle r=2} wird das zentrale Moment zweiter Ordnung {\displaystyle \mu _{2}=\mathbb {E} \left((X-\mu )^{2}\right)} Varianz der Verteilung von {\displaystyle X} genannt. Der Begriff „Moment“ stammt originär aus der Physik. Wenn man die möglichen Werte als Massepunkte mit den Massen auf der (als gewichtslos angenommenen) reellen Zahlengeraden interpretiert, dann erhält man eine physikalische Interpretation des Erwartungswertes: Das erste Moment, der Erwartungswert, stellt dann den physikalischen Schwerpunkt beziehungsweise Massenmittelpunkt des so entstehenden Körpers dar.
Die Varianz kann dann als Trägheitsmoment des Massesystems bezüglich der Rotationsachse um den Schwerpunkt interpretiert werden. Im Gegensatz zum Erwartungswert, der also die Wahrscheinlichkeitsmasse balanciert, ist die Varianz ein Maß für die Streuung der Wahrscheinlichkeitsmasse um ihren Erwartungswert.

### Interpretation als Abstand
Die Interpretation der Varianz einer Zufallsvariablen als mittlerer quadrierter Abstand lässt sich wie folgt erklären: Der Abstand zwischen zwei Punkten {\displaystyle x_{1}} und {\displaystyle x_{2}} auf der reellen Zahlengeraden ist gegeben durch {\displaystyle d={\sqrt {(x_{1}-x_{2})^{2}}}}. Wenn man jetzt definiert, dass ein Punkt die Zufallsvariable {\displaystyle X} ist und der andere {\displaystyle \mu =\mathbb {E} (X)}, dann gilt {\displaystyle d={\sqrt {(X-\mu )^{2}}}}, und der quadrierte Abstand lautet {\displaystyle (X-\mu )^{2}}. Folglich wird {\displaystyle \mathbb {E} ((X-\mu )^{2})} als der mittlere quadrierte Abstand zwischen der Realisierung der Zufallsvariablen {\displaystyle X} und dem Erwartungswert {\displaystyle \mathbb {E} (X)} interpretiert, wenn das Zufallsexperiment unendlich oft wiederholt wird.

### Interpretation als Maß für Determinismus

Dichtefunktionen normalverteilter Zufallsvariablen mit unterschiedlichen Erwartungswerten und Varianzen. Zu sehen ist, dass der Erwartungswert die Lage und die Varianz die Breite der Dichtefunktion wiedergeben. Die rote Kurve zeigt die Standardnormalverteilung mit Erwartungswert Null und Varianz Eins.

Die Varianz beschreibt außerdem die Breite einer Wahrscheinlichkeitsfunktion und daher, wie „stochastisch“ oder wie „deterministisch“ ein betrachtetes Phänomen ist. Bei einer großen Varianz liegt eher eine stochastische Situation vor und bei einer kleinen Varianz eher eine deterministische.
Im Spezialfall einer Varianz von Null liegt eine vollständig deterministische Situation vor. Die Varianz ist genau dann Null, wenn die Zufallsvariable {\displaystyle X} mit hundertprozentiger Wahrscheinlichkeit nur einen bestimmen Wert, nämlich den Erwartungswert, annimmt – wenn also {\displaystyle P(X=\mu )=1} gilt. So eine „Zufallsvariable“ ist mit Wahrscheinlichkeit eins konstant und kann in diesem Sinn als „deterministisch“ bezeichnet werden. Da für eine Zufallsvariable mit dieser Eigenschaft {\displaystyle P(X=x)=0} für alle {\displaystyle x\neq \mu } gilt, wird deren Verteilung manchmal auch als „entartet“ bezeichnet. Eine Wahrscheinlichkeitsverteilung mit {\displaystyle P(X=\mu )=1} für eine reelle Zahl {\displaystyle \mu } heißt degenerierte Wahrscheinlichkeitsverteilung oder Dirac-Verteilung.
Der Unterschied zwischen einer Konstanten {\displaystyle \mu \in \mathbb {R} }, die einer reellen Zufallsvariablen {\displaystyle X_{\mu }\colon \Omega \to \mathbb {R} } mit der Eigenschaft {\displaystyle X_{\mu }(\omega )=1} für alle {\displaystyle \omega \in \Omega } entspricht, und einer Zufallsvariablen {\displaystyle X} mit der Eigenschaft {\displaystyle P(X=\mu )=1} ist, dass im zweiten Fall realisierte Werte der Zufallsvariablen möglich sind, die von {\displaystyle \mu } verschieden sind, die aber insgesamt die Wahrscheinlichkeit null haben, es gilt also {\displaystyle P(X\neq \mu )=1}. In beiden Fällen hat die Varianz den Wert Null.
Im Gegensatz zu diskreten Zufallsvariablen gilt für stetige Zufallsvariablen stets {\displaystyle P(X=x)=0} für jedes {\displaystyle x\in \mathbb {R} }. Im stetigen Fall beschreibt die Varianz die Breite einer Dichtefunktion. Die Breite wiederum ist ein Maß für die Unsicherheit, die mit einer Zufallsvariable verbunden ist. Je schmaler die Dichtefunktion ist, desto genauer kann der Wert von {\displaystyle X} vorhergesagt werden.

## Varianzen spezieller Verteilungen
In der Stochastik gibt es eine Vielzahl von Verteilungen, die meist eine unterschiedliche Varianz aufweisen und oft in Beziehung zueinander stehen. Die Varianz der Normalverteilung ist von großer Bedeutung, da die Normalverteilung in der Statistik eine außerordentliche Stellung einnimmt. Die besondere Bedeutung der Normalverteilung beruht unter anderem auf dem zentralen Grenzwertsatz, dem zufolge Verteilungen, die durch Überlagerung einer großen Zahl von unabhängigen Einflüssen entstehen, unter schwachen Voraussetzungen annähernd normalverteilt sind. Eine Auswahl wichtiger Varianzen ist in nachfolgender Tabelle zusammengefasst:
| Verteilung               | Stetig/diskret | Wahrscheinlichkeitsfunktion | Varianz                                  |
| Normalverteilung         | Stetig         | {\displaystyle f(x\mid \mu ,\sigma ^{2})={\frac {1}{\sqrt {2\pi \sigma ^{2}}}}\operatorname {exp} \left\{-{\frac {(x-\mu )^{2}}{2\sigma ^{2}}}\right\}}        | {\displaystyle \sigma ^{2}}              |
| Cauchy-Verteilung        | Stetig         | {\displaystyle f(x)={\frac {1}{\pi }}\cdot {\frac {s}{s^{2}+(x-t)^{2}}}}                                                                                       | existiert nicht                          |
| Bernoulli-Verteilung     | Diskret        | {\displaystyle f(x\mid p)={\begin{cases}p^{x}(1-p)^{1-x}&{\text{falls}}\quad x=0,1\\0&{\text{sonst.}}\end{cases}}}                                             | {\displaystyle p(1-p)}                   |
| Binomialverteilung       | Diskret        | {\displaystyle f(x\mid n,p)={\begin{cases}{\binom {n}{x}}p^{x}(1-p)^{n-x}&{\text{falls}}\quad x=0,1,\dots ,n\\0&{\text{sonst.}}\end{cases}}}                   | {\displaystyle np(1-p)}                  |
| Stetige Gleichverteilung | Stetig         | {\displaystyle f(x)={\begin{cases}{\frac {1}{b-a}}&{\text{falls}}\quad a\leq x\leq b\\0&{\text{sonst.}}\end{cases}}}                                           | {\displaystyle {\frac {1}{12}}(b-a)^{2}} |
| Poisson-Verteilung       | Diskret        | {\displaystyle f(x)={\begin{cases}{\frac {\lambda ^{x}}{x!}}\,\mathrm {e} ^{-\lambda }&{\text{falls}}\quad x\in \{0,1,\dots \}\\0&{\text{sonst.}}\end{cases}}} | {\displaystyle \lambda }                 |
| Degenerierte Verteilung  | Diskret        | {\displaystyle f(x\mid b)={\begin{cases}1&{\text{falls}}\quad x=b\\0&{\text{sonst.}}\end{cases}}}                                                              | {\displaystyle 0}                        |

## Beispiele

### Berechnung bei diskreten Zufallsvariablen

#### Münzwurf
Eine Münze wird 7-mal geworfen. Wenn die diskrete Zufallsvariable {\displaystyle X} die Anzahl der Würfe zählt, mit denen „Zahl“ geworfen wird, ergibt sich für {\displaystyle X} die Binomialverteilung
{\displaystyle B(i\mid {\tfrac {1}{2}},7)={\begin{cases}{\binom {7}{k}}\left({\tfrac {1}{2}}\right)^{i}\left(1-{\tfrac {1}{2}}\right)^{7-i}&{\text{falls}}\quad i\in \{0,1,2,3,4,5,6,7\}\\0&{\text{sonst.}}\end{cases}}}
mit {\displaystyle n=7} und {\displaystyle p={\tfrac {1}{2}}}. Die Werte und ihre Wahrscheinlichkeiten lassen sich in folgender Tabelle zusammenfassen:
| {\displaystyle X=x_{i}}          | {\displaystyle 0}                | {\displaystyle 1}                | {\displaystyle 2}                 | {\displaystyle 3}                 | {\displaystyle 4}                 | {\displaystyle 5}                 | {\displaystyle 6}                | {\displaystyle 7}                |
| {\displaystyle P(X=x_{i})=p_{i}} | {\displaystyle {\frac {1}{128}}} | {\displaystyle {\frac {7}{128}}} | {\displaystyle {\frac {21}{128}}} | {\displaystyle {\frac {35}{128}}} | {\displaystyle {\frac {35}{128}}} | {\displaystyle {\frac {21}{128}}} | {\displaystyle {\frac {7}{128}}} | {\displaystyle {\frac {1}{128}}} |

Der Erwartungswert beträgt
{\displaystyle {\color {BrickRed}\mu }=np=7\cdot {\frac {1}{2}}={\color {BrickRed}3{,}5}}
und daher ist die Varianz gegeben durch:
{\displaystyle {\begin{aligned}\sigma ^{2}&=\sum _{i=0}^{7}(x_{i}-{\color {BrickRed}\mu })^{2}p_{i}=(0-{\color {BrickRed}3{,}5})^{2}\cdot {\frac {1}{128}}+(1-{\color {BrickRed}3{,}5})^{2}\cdot {\frac {7}{128}}+(2-{\color {BrickRed}3{,}5})^{2}\cdot {\frac {21}{128}}+(3-{\color {BrickRed}3{,}5})^{2}\cdot {\frac {35}{128}}\\&\quad +(4-{\color {BrickRed}3{,}5})^{2}\cdot {\frac {35}{128}}+(5-{\color {BrickRed}3{,}5})^{2}\cdot {\frac {21}{128}}+(6-{\color {BrickRed}3{,}5})^{2}\cdot {\frac {7}{128}}+(7-{\color {BrickRed}3{,}5})^{2}\cdot {\frac {1}{128}}={\frac {7}{4}}=1{,}75\end{aligned}}}
Auch mit dem Verschiebungssatz erhält man diesen Wert für die Varianz:
{\displaystyle \sigma ^{2}=\left(\sum _{i=0}^{7}x_{i}^{2}p_{i}\right)-\left(\sum _{i=0}^{7}x_{i}p_{i}\right)^{2}=0^{2}\cdot {\frac {1}{128}}+1^{2}\cdot {\frac {7}{128}}+2^{2}\cdot {\frac {21}{128}}+3^{2}\cdot {\frac {35}{128}}+4^{2}\cdot {\frac {35}{128}}+5^{2}\cdot {\frac {21}{128}}+6^{2}\cdot {\frac {7}{128}}+7^{2}\cdot {\frac {1}{128}}-{\color {BrickRed}3{,}5}^{2}=1{,}75}
Für die Standardabweichung ergibt sich damit:
{\displaystyle \sigma ={\sqrt {\sigma ^{2}}}={\sqrt {1{,}75}}\approx 1{,}323}

#### Community Cards bei Texas Hold’em
Bei der Pokervariante Texas Hold’em werden von den 52 Spielkarten 5 Community Cards aufgedeckt. Wenn die diskrete Zufallsvariable {\displaystyle X} die Anzahl der Asse zählt, die aufgedeckt werden, ergibt sich für {\displaystyle X} die hypergeometrische Verteilung {\displaystyle h(k\mid 52;4;5):=P(X=k)={\frac {\displaystyle {4 \choose k}{52-4 \choose 5-k}}{\displaystyle {52 \choose 5}}}} mit {\displaystyle N=52} Spielkarten, {\displaystyle M=4} Assen und {\displaystyle n=5} Community Cards. Die Werte und ihre Wahrscheinlichkeiten lassen sich in folgender Tabelle zusammenfassen:
| {\displaystyle X=x_{i}}          | {\displaystyle 0}                          | {\displaystyle 1}                         | {\displaystyle 2}                         | {\displaystyle 3}                       | {\displaystyle 4}                     |
| {\displaystyle P(X=x_{i})=p_{i}} | {\displaystyle {\frac {1712304}{2598960}}} | {\displaystyle {\frac {778320}{2598960}}} | {\displaystyle {\frac {103776}{2598960}}} | {\displaystyle {\frac {4512}{2598960}}} | {\displaystyle {\frac {48}{2598960}}} |

Der Erwartungswert beträgt
{\displaystyle {\color {BrickRed}\mu }=n\cdot {\frac {M}{N}}=5\cdot {\frac {4}{52}}={\color {BrickRed}{\frac {5}{13}}}}
und daher ist die Varianz gegeben durch:
{\displaystyle \sigma ^{2}=\sum _{i=0}^{4}(x_{i}-{\color {BrickRed}\mu })^{2}p_{i}=\left(0-{\color {BrickRed}{\frac {5}{13}}}\right)^{2}\cdot {\frac {1712304}{2598960}}+\left(1-{\color {BrickRed}{\frac {5}{13}}}\right)^{2}\cdot {\frac {778320}{2598960}}+\left(2-{\color {BrickRed}{\frac {5}{13}}}\right)^{2}\cdot {\frac {103776}{2598960}}+\left(3-{\color {BrickRed}{\frac {5}{13}}}\right)^{2}\cdot {\frac {4512}{2598960}}+\left(4-{\color {BrickRed}{\frac {5}{13}}}\right)^{2}\cdot {\frac {48}{2598960}}\approx 0{,}327}
Für die Standardabweichung ergibt sich damit:
{\displaystyle \sigma ={\sqrt {\sigma ^{2}}}\approx {\sqrt {0{,}327}}\approx 0{,}572}

### Berechnung bei stetigen Zufallsvariablen
Eine stetige Zufallsvariable {\displaystyle X} habe die Dichtefunktion
{\displaystyle f(x)={\begin{cases}{\frac {1}{x}}&{\text{falls}}\quad 1\leq x\leq e\\0&{\text{sonst.}}\end{cases}}}
mit den Erwartungswerten:
{\displaystyle \mathbb {E} (X)={\color {BrickRed}\mu }=\int _{1}^{e}x\cdot {\frac {1}{x}}\,\mathrm {d} x=\color {BrickRed}{e-1}}
{\displaystyle \mathbb {E} \left(X^{2}\right)=\int _{-\infty }^{\infty }x^{2}\cdot f(x)\,\mathrm {d} x=\int _{1}^{e}x^{2}\cdot {\frac {1}{x}}\,\mathrm {d} x=\left[{\frac {x^{2}}{2}}\right]_{1}^{e}={\frac {e^{2}}{2}}-{\frac {1}{2}}}
Die Varianz dieser Dichtefunktion berechnet sich mit Hilfe des Verschiebungssatzes wie folgt:
{\displaystyle \sigma ^{2}=\int _{-\infty }^{\infty }x^{2}f(x)\,\mathrm {d} x-{\color {BrickRed}\mu }^{2}={\frac {e^{2}}{2}}-{\frac {1}{2}}-{\color {BrickRed}(e-1)}^{2}\approx 0{,}242}

## Stichprobenvarianz als Schätzer für die Varianz
Seien {\displaystyle X_{1},\dots ,X_{n}} reelle unabhängig und identisch verteilte Zufallsvariablen mit dem Erwartungswert {\displaystyle \mathbb {E} (X_{i})=b} und der endlichen Varianz {\displaystyle \sigma ^{2}=\operatorname {Var} (X_{i})}. Ein Schätzer für den Erwartungswert {\displaystyle b} stellt das Stichprobenmittel {\displaystyle {\overline {X}}_{n}} dar, da nach dem Gesetz der großen Zahlen gilt:
{\displaystyle {\overline {X}}_{n}\;{\overset {p}{\longrightarrow }}\;b}
Es wird im Folgenden ein Schätzer für die Varianz {\displaystyle \sigma ^{2}} gesucht. Ausgehend von {\displaystyle X_{1},\dots ,X_{n}} definiert man sich die Zufallsvariablen {\displaystyle Y_{i}:=(X_{i}-b)^{2},\quad i=1,\dots ,n}. Diese sind unabhängig und identisch verteilt mit dem Erwartungswert {\displaystyle \mathbb {E} (Y_{i})=\mathbb {E} (X_{i}-b)^{2}=\sigma ^{2}}. Ist {\displaystyle Y} nun quadratisch integrierbar, dann ist das schwache Gesetz der großen Zahlen anwendbar und es gilt:
{\displaystyle {\overline {Y}}_{n}={\frac {1}{n}}\sum _{i=1}^{n}(X_{i}-b)^{2}\;{\overset {p}{\longrightarrow }}\;\sigma ^{2}}
Wenn man nun {\displaystyle b} durch {\displaystyle {\overline {X}}_{n}} ersetzt, liefert dies die sogenannte Stichprobenvarianz. Aus diesem Grund stellt wie oben gezeigt die Stichprobenvarianz
{\displaystyle {\widetilde {S}}_{n}={\frac {1}{n}}\sum _{i=1}^{n}(X_{i}-{\overline {X}}_{n})^{2}}
eine induktive Entsprechung der Varianz im stochastischen Sinne dar.

## Bedingte Varianz
Analog zu bedingten Erwartungswerten lassen sich beim Vorliegen von Zusatzinformationen, wie beispielsweise den Werten einer weiteren Zufallsvariablen, bedingte Varianzen bedingter Verteilungen betrachten. Es seien {\displaystyle X} und {\displaystyle Y} zwei reelle Zufallsvariablen, dann heißt die Varianz von {\displaystyle X}, die auf {\displaystyle Y=y} konditioniert ist,
{\displaystyle \operatorname {Var} (X\mid Y=y)=\mathbb {E} \left((X-\mathbb {E} (X\mid Y=y))^{2}\mid Y=y\right),}
die bedingte Varianz von {\displaystyle X} gegeben {\displaystyle Y=y} (oder Varianz von {\displaystyle X} bedingt auf {\displaystyle Y=y}). Um die „gewöhnliche“ Varianz {\displaystyle \operatorname {Var} (X)} stärker von der bedingten Varianz {\displaystyle \operatorname {Var} (X\mid Y=y)} zu unterscheiden, spricht man bei der gewöhnlichen Varianz auch von der unbedingten Varianz.

## Verallgemeinerungen

### Varianz-Kovarianzmatrix
Im Falle eines reellen Zufallsvektors {\displaystyle {\boldsymbol {X}}=(X_{1},\dots ,X_{p})^{\top }} mit dem dazugehörigen Erwartungswertvektor {\displaystyle {\boldsymbol {\mu }}=(\mu _{1},\dots ,\mu _{p})^{\top }} verallgemeinern sich die Varianz und die Kovarianz zur symmetrischen Varianz-Kovarianzmatrix (oder einfach Kovarianzmatrix) des Zufallsvektors:
{\displaystyle \operatorname {Cov} (\mathbf {X} )=\mathbb {E} \left(({\boldsymbol {X}}-{\boldsymbol {\mu }})({\boldsymbol {X}}-{\boldsymbol {\mu }})^{\top }\right)}
Der Eintrag der {\displaystyle i}-ten Zeile und {\displaystyle j}-ten Spalte der Varianz-Kovarianzmatrix {\displaystyle \operatorname {Cov} (\mathbf {X} )} ist die Kovarianz {\displaystyle \operatorname {Cov} (X_{i},X_{j}),\;i\neq j} der Zufallsvariablen {\displaystyle X_{i}} und {\displaystyle X_{j}} und in der Diagonale stehen die Varianzen {\displaystyle \operatorname {Cov} (X_{i},X_{i})=\operatorname {Var} (X_{i})}. Da die Kovarianzen ein Maß für die Korrelation zwischen Zufallsvariablen darstellen und die Varianzen lediglich ein Maß für die Variabilität, enthält die Varianz-Kovarianzmatrix Informationen über die Streuung und Korrelationen zwischen all ihren Komponenten. Da die Varianzen und Kovarianzen per definitionem stets nichtnegativ sind, gilt analog für die Varianz-Kovarianzmatrix, dass sie positiv semidefinit ist. Die Varianz-Kovarianzmatrix dient bei der Beurteilung von Schätzern als Effizienzkriterium. Im Allgemeinen gilt, dass sich die Effizienz eines Parameterschätzers anhand der „Größe“ seiner Varianz-Kovarianzmatrix messen lässt. Es gilt: Je „kleiner“ die Varianz-Kovarianzmatrix, desto „größer“ die Effizienz des Schätzers.

### Matrixnotation für die Varianz einer Linearkombination
Es sei {\displaystyle {\boldsymbol {X}}} ein Spaltenvektor von {\displaystyle p} Zufallsvariablen {\displaystyle X_{1},\ldots ,X_{p}}, und {\displaystyle {\boldsymbol {a}}} ein Spaltenvektor bestehend aus {\displaystyle p} Skalaren {\displaystyle a_{1},\ldots ,a_{p}}. Dies bedeutet, dass {\displaystyle {\boldsymbol {a}}^{\top }{\boldsymbol {X}}} eine Linearkombination dieser Zufallsvariablen ist, wobei {\displaystyle {\boldsymbol {a}}^{\top }} die Transponierte von {\displaystyle {\boldsymbol {a}}} bezeichnet. Sei {\displaystyle {\boldsymbol {\Sigma }}_{\boldsymbol {X}}=(\sigma _{ij})} die Varianz-Kovarianzmatrix von {\displaystyle {\boldsymbol {X}}}. Die Varianz von {\displaystyle {\boldsymbol {a}}^{\top }{\boldsymbol {X}}} ist dann gegeben durch:
{\displaystyle \operatorname {Var} ({\boldsymbol {a}}^{\top }{\boldsymbol {X}})={\boldsymbol {a}}^{\top }{\boldsymbol {\Sigma }}_{\boldsymbol {X}}{\boldsymbol {a}}=\sum _{i=1}^{p}\sum _{j=1}^{p}a_{i}a_{j}\sigma _{ij}}

## Verwandte Maßzahlen
Fasst man die Varianz als Streuungsmaß der Verteilung einer Zufallsvariablen auf, so ist sie mit den folgenden Streuungsmaßen verwandt:
- Variationskoeffizient: Der Variationskoeffizient ist das Verhältnis von Standardabweichung und Erwartungswert und damit ein dimensionsloses Streuungsmaß.
- Quantilabstand: Der Quantilabstand zum Parameter {\displaystyle p} gibt an, wie weit das {\displaystyle p}- und das {\displaystyle (1-p)}-Quantil voneinander entfernt sind.
- Mittlere absolute Abweichung: Die mittlere absolute Abweichung ist das erste absolute zentrale Moment.